# Craig Price (asesino)
Craig Chandler Price (11 de octubre de 1973) es un asesino en serie estadounidense que cometió sus crímenes en Warwick, Rhode Island, entre los 13 y 15 años. Fue arrestado en 1989 por cuatro asesinatos cometidos en su vecindario: una mujer y sus dos hijas ese mismo año, y el asesinato de otra mujer dos años antes. Price tenía antecedentes por pequeños hurtos.
Price confesó tranquilamente sus crímenes luego de ser descubierto. Fue arrestado un mes antes de cumplir los 16 años, y posteriormente juzgado y condenado como menor de edad. Por ley, esto significaba que él quedaría en libertad en cuanto cumpliera los 21 años, y sus antecedentes penales serían sellados, por lo que Price se jactaba sobre que "haría historia" luego de su liberación.
El caso dio lugar a cambios en la ley estatal para permitir que los menores fueran juzgados como adultos por delitos graves, pero dichos cambios no pudieron ser aplicados de forma retroactiva a Price. Los residentes de Rhode Island formaron el grupo Ciudadanos en Contra de la Liberación de Craig Price (Citizens Opposed to the Release of Craig Price) para presionar que Price permaneciera en prisión, debido a la brutalidad de sus crímenes y a la opinión de psicólogos del estado de que era un mal candidato para rehabilitación.
Durante su encarcelamiento, Price ha sido acusado de diversos delitos adicionales, incluyendo desacato por negarse a una evaluación psicológica, extorsión por amenazar a un oficial de la prisión, agresión, y violación de la libertad condicional por peleas mientras estaba en prisión. La sentencia fue de 10 a 25 años adicionales, dependiendo de su cooperación con el tratamiento.

## Detalles de los asesinatos
Price cometió su primer asesinato a la edad de 13 años, en Warwick, Rhode Island, la noche del 27 de julio de 1987. Price irrumpió en una casa que estaba a solo dos casas de la suya, tras lo cual tomó un cuchillo de la cocina y apuñaló 58 veces a Rebecca Spencer, de 27 años, matándola.
Poco más de dos años después, Price, ahora de 15 años, estaba en su primer año de escuela secundaria cuando asesinó a otros tres vecinos el 1 de septiembre de 1989. Price, bajo los efectos de la marihuana y el LSD, apuñaló 57 veces a Joan Heaton, de 39 años, 62 veces a su hija Jennifer, de 10 años, y aplastó el cráneo de su otra hija, Melissa, de 8 años, y le infligió 30 puñaladas. Sus ataques fueron tan brutales que los mangos de los cuchillos que utilizó se rompieron, y las hojas quedaron dentro de los cuerpos de las víctimas.
En ese entonces, la brutalidad de los asesinatos era mayormente desconocida debido a los antecedentes sellados de Price. Según las autoridades policiales, Price no demostró ningún remordimiento cuando confesó los crímenes. En cuanto al motivo, el propio Price cree que fue la exposición al racismo por parte de los blancos cuando era pequeño fue un factor que influyó en los asesinatos, mencionando que la primera vez que quiso que alguien muriera fue cuando de niño un grupo de adultos blancos le gritaron insultos racistas e intentaron atropellarlo con su auto.

## Violencia en prisión
Un oficial del Departamento de Correcciones de Rhode Island dijo que Price ha sido fichado dos veces por peleas desde que salió de la Institución Correccional para Adultos en Cranston. A Price se le denegó la libertad condicional en marzo de 2009, y su fecha de liberación fue fijada para mayo de 2020. En 2004 fue trasladado de Rhode Island a Florida para cumplir su condena debido a sus tendencias violentas.
En Florida, Price estuvo involucrado en una pelea con otro recluso el 29 de julio de 2009. Al intentar separar la pelea, uno de los oficiales de la prisión fue apuñalado en un dedo por una cuchilla artesanal que Price tenía en su poder. A consecuencia de la pelea en la prisión, Price fue trasladado a otro centro.
El 4 de abril de 2017, Price fue acusado de apuñalar a otro interno, Joshua Davis, en la Institución Correccional de Suwannee, en Live Oak, Florida, con un cuchillo artesanal de 5 pulgadas. El 18 de enero de 2019 fue condenado a 25 años por ese crimen.

## Seguir leyendo
- A Call For Justice: A New England Town's Fight To Keep A Stone Cold Killer In Jail, (en inglés) Denise Lang; Avon Press, 4 de abril de 2000
- A lengthy, in-depth article featuring multiple interviews with Craig Price (en inglés)
- Juvenile Serial Killer Remains in Prison (en inglés)